# Boris Godál
Boris Godál (Trenčín, 27 maggio 1987) è un calciatore slovacco, difensore del Dukla B.B..

## Caratteristiche tecniche
Difensore centrale, può giocare anche come mediano.

## Palmarès

### Club

#### Competizioni nazionali
- Campionato slovacco: 1

Spartak Trnava: 2017-2018
- Coppa di Cipro: 1

AEL Limassol: 2018-2019